# 共产主义工人联盟 (挪威)
共产主义工人联盟（挪威語：Kommunistisk Arbeiderforbund，缩写为KA）是挪威的一个已不存在的小型共产主义组织。1972年，一个由挪威共产党前成员（他们或是被开除或是自愿脱党）组成的团体建立了该组织。该组织先是奉行毛主义，中阿决裂后转而奉行霍查主义。2006年春天，该组织宣布解散。